# Покровский собор (Барнаул)
Покровский собор — православный храм в Барнауле, кафедральный собор Алтайской митрополии и Барнаульской епархии Русской Православной Церкви.
Заложен 9 августа 1898 года, освящён 29 сентября 1904 года. Строился на частные пожертвования в беднейшей слободе на западной окраине старого Барнаула. Стиль — русско-византийский, материал — красный кирпич. Построен вместо старой деревянной Покровской церкви, существовавшей с 1863 года. 
Храм четырёхпрестольный — престолы Покрова Пресвятой Богородицы, во имя Святого Благоверного князя Александра Невского, во имя Святого Великомученика и Целителя Пантелеимона и во имя Святого Преподобного Серафима Саровского (нижний придел).
Интерьер храма на религиозные сюжеты картин мастеров русской академической живописи Михаила Нестерова, Виктора Васнецова, Ивана Крамского был расписан масляными красками по сухой штукатурке в 1918—1928 при участии художника Н. В. Шварева. Он же составил проект росписи.
В 1939 году храм закрыт, были снесены колокольня и крест на куполе. Здание превращено в склад. С 1943 года — вновь действующий, практически единственный в городе, что и послужило причиной превращения его в кафедральный.
С конца 1940-х началась реставрация росписей храма. В 1993 году благодаря стараниям настоятеля храма протоиерея Николая Войтовича,(Барнаульского благочинного, служившего в трудные годы церковных гонений с 1959 года)   заново отстроена колокольня. В 1988—1991 годах в храме служил священник Александр Новопашин.